# 拜黑利亚 (密西西比州)
拜黑利亚（Byhalia）是位于美国密西西比州馬歇爾縣的一座城市。占地7.5平方公里，1838年建立。1840年代开始，从孟菲斯到牛津的驿马服务要通过拜黑利亚。1852年通了铁路。南北战争时期，拜黑利亚及附近地区有250多人参加了邦联军队。至2007年，该市人口超过2000。